# آرامگاه آفاق‌خواجه

آرامگاه آفاق‌خواجه در نزدیکی کاشغر.

آرامگاه آفاق‌خواجه (به اویغوری: ئاپاق خوجا مازیری) مقدس‌ترین زیارتگاه مسلمانان در استان سین‌کیانگ چین است. در زبان چینی به آن نام «آرامگاه خاتون خوشبو» (شیانفی، ملکهٔ نیمه‌افسانه‌ای چینی) داده‌اند.
این آرامگاه در ۵ کیلومتری شمال شرقی مرکز شهر کاشغر، در روستای آی‌زیارت (یغدو، هاآوهان) واقع شده‌است.
آرامگاه آفاق‌خواجه در حدود سال ۱۶۴۰ میلادی و به عنوان مزار محمد یوسف، از پیران نقشبندی اهل آسیای میانه که در اوایل سدهٔ هفدهم به منطقهٔ آلتی‌شهر آمده بود ساخته شد. پس از آن فرزند و جانشین معروف‌تر محمد یوسف یعنی آفاق‌خواجه در این مکان به خاک سپرده‌شد.
در بقعه و خانقاه آفاق‌خواجه کتیبه‌ها و الواح متعدد ارسی هم‌چنین مادهٔ تاریخ‌های منظوم و بعضی به طرز ابجد و تصریح است که از دشوارترین انواع مادهٔ تاریخ‌سازی به‌شمار می‌آید. در اعتکاف‌خانهٔ افزوده‌شده به زاویهٔ خانقاه ماده تاریخی است به شعر فارسی مورخ به سال ۱۳۴۸ قمری بر لوحی از آجر تراش.
این کتیبه و نظایر متعدد آن و متون و قرائن بسیار دیگر، همچنین یادبادهای سالخوردگان هم از آن روزگاران، مسلم می‌دارد که زبان فارسی تا پیش از ۱۹۳۶ که تدریس آن بوسیلهٔ حکومت شن سی تسای تحریم شد در این محل از زبان‌های نوشتاری بوده‌است.

## نگارخانه

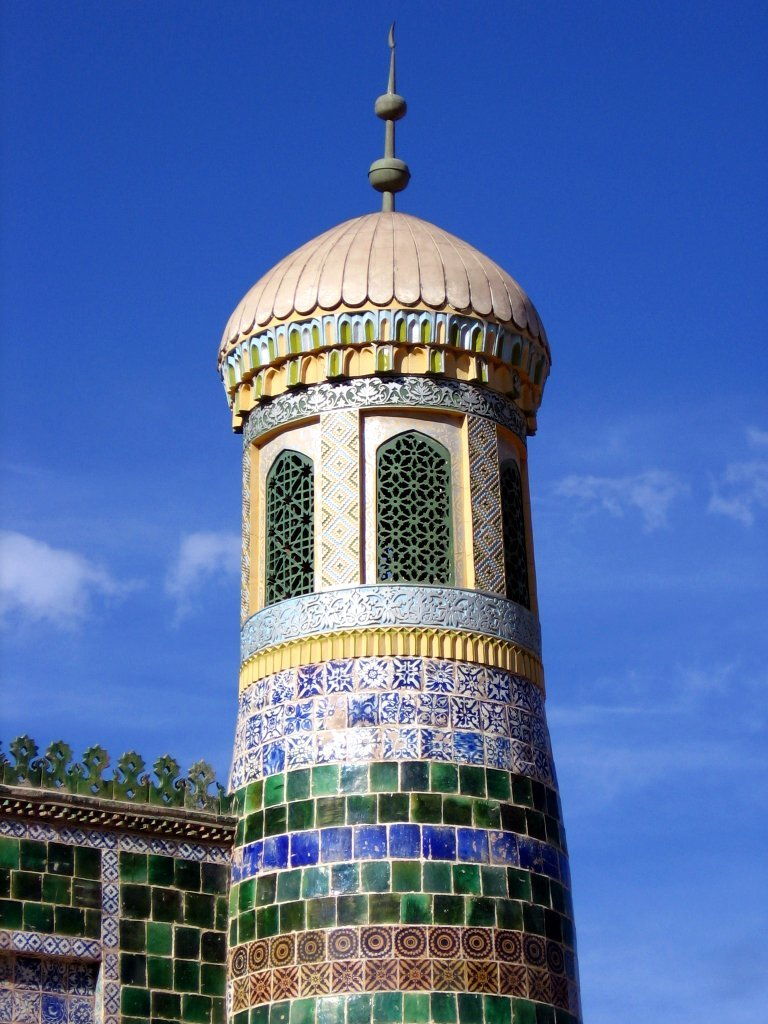
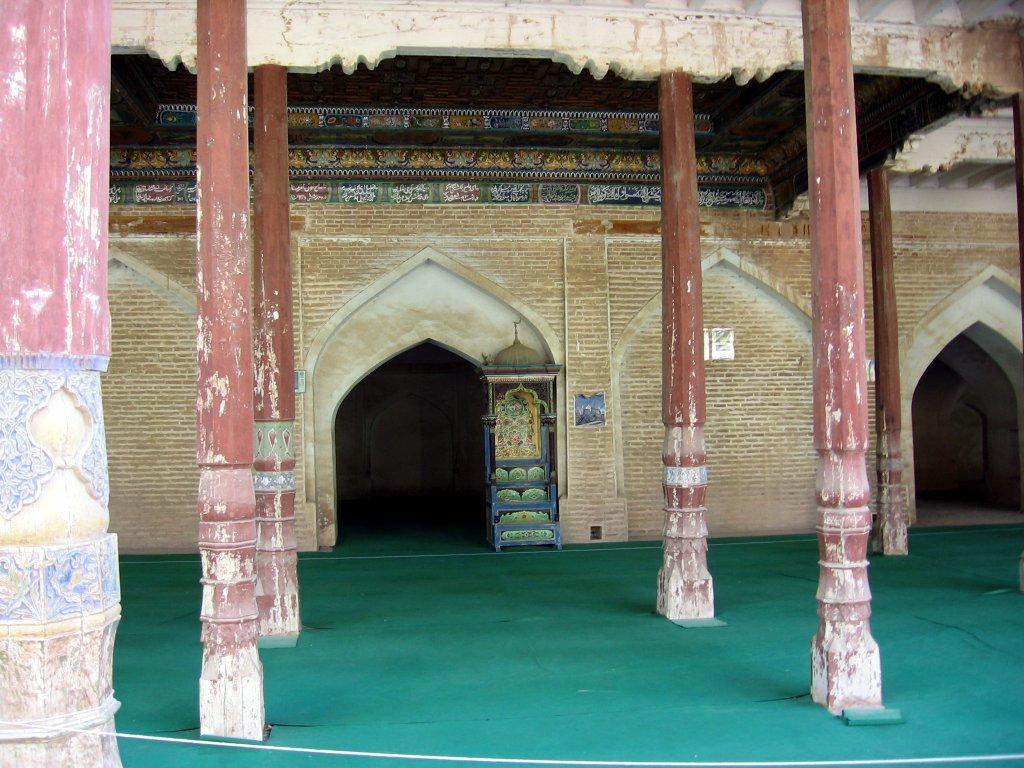
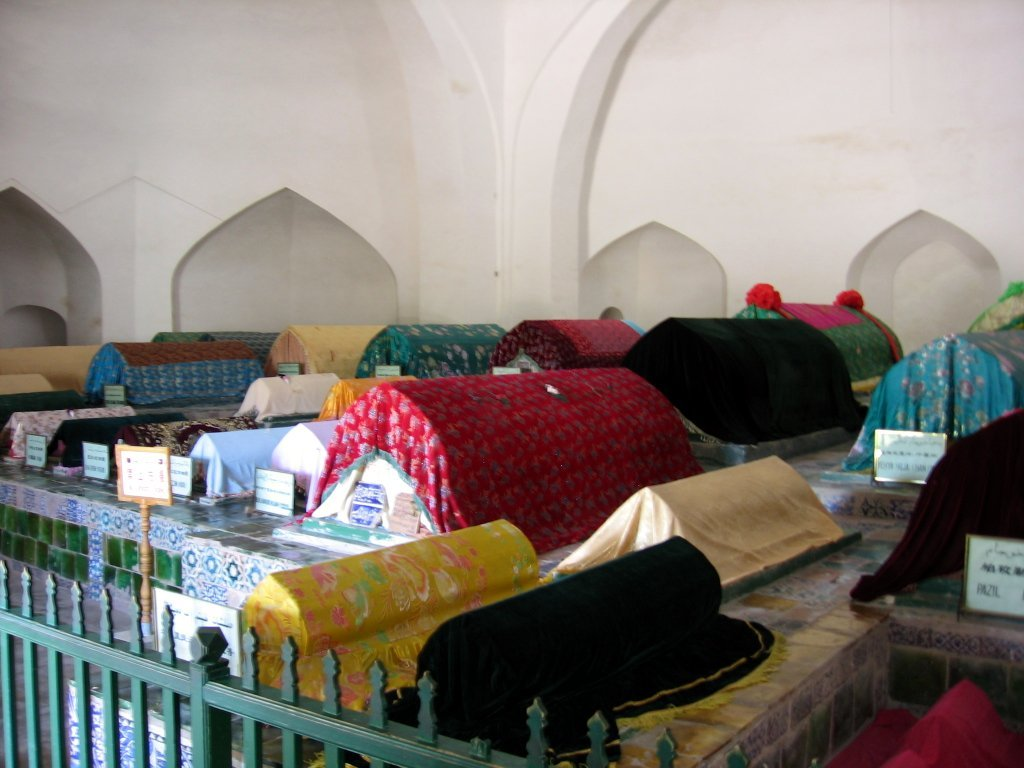